# 가리봉 엘레지
《가리봉 엘레지》는 2002년 3월 17일에 MBC에서 방영된 MBC 특집드라마이다.

## 등장 인물

### 주요 인물
- 김유석 : 박준기 역

### 그외 인물들
- 이영준 : 김태식 역
- 정은경 : 김동숙 역
- 김혜영 : 유마담 역
- 정승호 : 나씨 역
- 김혜옥 : 주인 아줌마 (동숙 모) 역
- 신승주 : 나씨 처 역
- 유명옥 : 집주인 역
- 장칠군 : 건축업자 역
- 이정규 : 원용민 역
- 문용민 : 위장남편 역
- 박희우 : 연자남편 역
- 장석원 : 촌청년 역
- 장인환 : 유공자 역
- 정선일 : 보훈처담당자 역
- 최한호 : 파출소장 역
- 강상구 : 법무부직원 역
- 이성용 : 보스 (브로커) 역
- 이장훈 : 미장공 역
- 백종헌 : 경찰 역